# Airdrop (criptomoneda)
Airdrop és una distribució no sol·licitada d'un token o moneda de criptomoneda, normalment de manera gratuïta, a diverses adreces de carters criptogràfiques. La distribució airdrop s'implementa principalment com una manera de cridar l'atenció de nous seguidors, donant com a resultat una base d'usuaris més gran i un desemborsament més ampli de monedes. Han estat una part més important de l'ico després que els empresaris criptogràfics hagin començat a fer vendes privades en lloc de vendes públiques per augmentar la quantitat inicial.

## Exposició
Els Airdrops tenen l'objectiu d'aprofitar l'efecte de xarxa mitjançant la participació dels titulars existents d'una moneda basada en blockchain en particular, com ara Bitcoin o Ethereum en la seva moneda o projecte.
Als Estats Units, la pràctica ha plantejat qüestions polítiques sobre la responsabilitat fiscal i si equivalen a ingressos o guanys de capital.